# Nikolaj Aleksandrovič Lochvickij
Nikolaj Aleksandrovič Lochvickij in russo Никола́й Алекса́ндрович Ло́хвицкий? (San Pietroburgo, 19 ottobre 1867 – Parigi, 5 novembre 1933) è stato un militare russo, generale e membro del movimento Bianco in Siberia.
Era fratello della poetessa Marija Aleksandrovna Lochvickaja (Mirra Lochvickaja) e della scrittrice Nadežda Aleksandrovna Lochvickaja (Teffi).

## Biografia
Un nobile della provincia di San Pietroburgo. Figlio dell'avvocato Aleksander Vladimirovič Lochvickij (1830-1884), fratello della poetessa Mirra (Marija) Lochvickaja, della scrittrice Teffi (Nadežda Lochvickaja) e della traduttrice Elena Lochvickaja.
La moglie fu Anna Nikolaevna, nata Golovina (1872-1958), figlia del generale di fanteria Nikolaj Michajlovič Golovin e sorella del tenente generale Nikolaj Nikolaevič Golovin. Dal matrimonio nacquero due figlie, Anna e Natalija.

### Formazione scolastica
- 4 º Corpo dei Cadetti di Mosca (laureato nel 1887; entrò in servizio il 1/09/1887);
- 2º scuola militare di artiglieria Konstantinovskoe (diplomato nel 1889; diplomato come sottotenente nel 105º reggimento di fanteria di Orenburg);
- Accademia del quartier generale Nikolaevskaja (laureato nel 1900, nella seconda categoria).

### Ufficiale di fanteria
Servì come sottotenente nel 105º reggimento di fanteria di Orenburg. Prese la qualifica di comando nel reggimento delle guardie di vita di Izmajlovskij. Dal 1892 fu tenente, dal 1896 capitano del quartier generale, dal 1900 capitano. Per qualche tempo prestò servizio presso la scuola militare di Pavlovsk con l'iscrizione alla fanteria delle guardie, nelle posizioni di bibliotecario, quartiermastro e aiutante della scuola.
Prese parte della guerra russo-giapponese del 1904-1905. Da dicembre 1906 fu Colonnello. Nel 1907 fu trasferito al 145º reggimento di fanteria Novočerkasskij del imperatore Alessandro III e fu nominato ufficiale di Stato maggiore. Dal 30 maggio 1912 fu comandante del 95º reggimento di fanteria di Krasnojarsk.

### Partecipazione alla Prima guerra mondiale
Prese parte alla prima guerra mondiale. Per l’eccellenza fu insignito della Spada d'oro al coraggio di San Giorgio e dell’Ordine Imperiale di San Giorgio di 4º grado (1915):
Dal febbraio 1915 divenne Maggior Generale. Dal 3 aprile 1915 fu comandante di brigata della 25ª divisione di fanteria; dall'8 maggio 1915 comandante di brigata della 24ª divisione di fanteria.

### Partecipazione alla Guerra in Francia

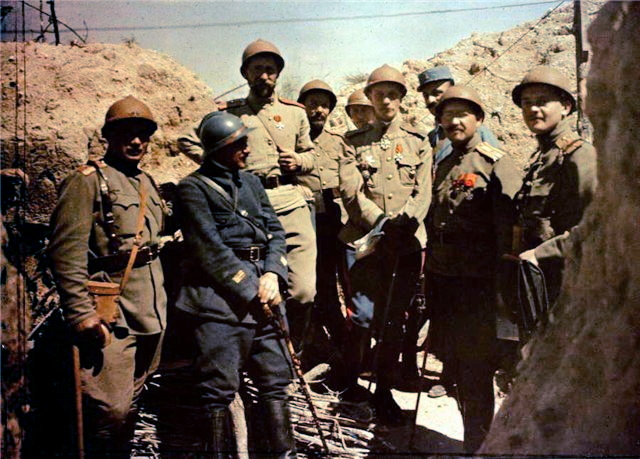
Corpo di spedizione dell'esercito russo in Francia. Estate 1916, Champagne. Il capo della 1ª brigata, il generale Lochvickij, con diversi ufficiali russi e francesi controlla le posizioni.

Dal 21 gennaio 1916 fu comandante della 1ª Brigata di fanteria speciale, nel teatro delle operazioni militari francesi, attraverso Vladivostok e Suez. Per l’essersi distinto nelle battaglie in Francia, fu insignito della Croce dell’Ordine nazionale della Legion d'onore e dell'Ordine Imperiale di San Giorgio di 3º grado (1917):
Rimase due volte gravemente ferito. Dal giugno 1917 fu il capo della divisione di fanteria speciale, che includeva tutte le truppe russe presenti in Francia (1º e 3º brigata di fanteria speciale). Dal 1917 fu Tenente Generale. Quando un gruppo di soldati del corpo d’armata, nel campo militare di La Courtine, lasciò il comando dei propri ufficiali, agitati dai bolscevichi, rifiutandosi di combattere e chiedendo di tornare in Russia, Lochvickij partecipò alla repressione della rivolta, dirigendo i soldati e gli ufficiali russi della sua divisione, rimasti fedeli al governo. Fino al luglio 1918 fu comandante della base militare russa a Laval, fu attivamente coinvolto nella creazione in Francia della “Russkij Legion Česti”.

### Partecipazione alla Guerra civile
Nel 1919 partì per l'est della Russia, dove si unì alle truppe dell'ammiraglio A.V. Kolčak. Nell'aprile-giugno 1919 divenne il comandante del 3º Corpo degli Urali, poi della 1ª Armata e, dopo la riorganizzazione, della 2ª Armata. Nell'agosto 1919 fu sostituito dal generale Sergej Vojcechovskij. Fu mandato in missione a Irkutsk per volontà di Kolčak, per preparare il quartier generale e il governo a trasferirsi lì, nonché per negoziare con l'atamano G.M. Semënov. Nell'aprile-agosto 1920 fu il comandante dell'esercito dell'Estremo Oriente (sostituendo il generale S.N. Vojcechovskij e in seguito consegnò l’esercito al generale Grigorij Veržbickij); rappresentante dell'esercito russo di V.O. Kappel’, denominato Kappelevcy, presso il quartier generale di Semënov. Nell'agosto-dicembre 1920, fu il Capo di Stato Maggiore e sostenne l'evacuazione delle unità dell'esercito che si trovavano lungo la Ferrovia Orientale Cinese a Primor'e. Nell'ottobre 1920, lasciò il 3º corpo dell'esercito dell'Estremo Oriente, subordinato all’Atamano Semënov e riconobbe come unico comandante delle forze armate russe, il generale, barone Pëtr Nikolaevič Vrangel'. Iniziò un'evacuazione non autorizzata, creando una lacuna nella difesa orientale, il 22 ottobre 1920, con il pretesto dei partigiani “NRA DVR – Narodno-revoljucionnaja armija Dal'nevostočnoj respubliki” (Esercito popolare rivoluzionario della Repubblica dell'Estremo Oriente) prese Chita e di conseguenza contribuì alla sconfitta di Semyonov e dell'Esercito dell'Estremo Oriente.

### In esilio
Dalla fine di novembre 1920 andò in esilio in Cina. Nel marzo 1921 prese parte ai lavori del Congresso delle Organizzazioni Non Socialiste dell'Estremo Oriente a Vladivostok, riunito nel tentativo di consolidare l'opposizione anti-bolscevica in Estremo Oriente. Fu arrestato dalle autorità bolsceviche alla vigilia di una rivolta armata preparata dal Congresso per rovesciare il governo bolscevico nella regione, ma fu rilasciato dalle forze del colonnello Gludkin il giorno successivo. Dal 1923 si trasferì a Parigi. Dal 1927 fu presidente della Società dei Legittimisti Monarchici e del Consiglio per gli Affari Militari e Navali sotto il Granduca Kirill Vladimirovič Romanov. Fu un membro del “Korpus Imperatorskoj Armii i Flota – KIAF” (esercito imperiale e del corpo della marina), all'inizio degli anni '30 del Novecento, fu promosso a generale di fanteria [la principale organizzazione militare dell'emigrazione, ovvero “Russkij obščevoinskij sojuz – ROVS” (l'Unione militare generale russa) non riconosceva tale organo]. Lottò per un riavvicinamento tra ROVS e KIAF. Allo stesso tempo prestò servizio nella commissione storico-militare del Ministero della Guerra francese ed ebbe regolari colloqui con gli emigranti.
Fu sepolto nel cimitero russo ortodosso di Nostra Signora dell'Assunzione di Sainte-Geneviève-des-Bois.

## Opere
- “Boj pri Vafangou” (Battaglia di Te-li-Ssu del 1º e del 2 Giugno 1904, chiamata anche Battaglia di Wafangou) – San Pietroburgo 1905;
- “O posrednikach na manovrach: Položenie voprosa u nas i v inostrannych armijach. (Sui mediatori delle manovre: La situazione nel nostro Paese e negli eserciti stranieri) – San Pietroburgo 1911.